# Arabi (Luisiana)
Arabi es un lugar designado por el censo ubicado en la parroquia de St. Bernard en el estado estadounidense de Luisiana. En el Censo de 2010 tenía una población de 3635 habitantes y una densidad poblacional de 660,77 personas por km².

## Geografía
Arabi se encuentra ubicado en las coordenadas 29°57′20″N 89°59′54″O / 29.95556, -89.99833. Según la Oficina del Censo de los Estados Unidos, Arabi tiene una superficie total de 5.5 km², de la cual 4.58 km² corresponden a tierra firme y (16.67%) 0.92 km² es agua.

## Demografía
Según el censo de 2010, había 3635 personas residiendo en Arabi. La densidad de población era de 660,77 hab./km². De los 3635 habitantes, Arabi estaba compuesto por el 81.4% blancos, el 9.96% eran afroamericanos, el 0.96% eran amerindios, el 1.29% eran asiáticos, el 0.03% eran isleños del Pacífico, el 2.67% eran de otras razas y el 3.69% pertenecían a dos o más razas. Del total de la población el 10.12% eran hispanos o latinos de cualquier raza.